# Hosahudya, Chintamani
Hosahudya là một làng thuộc tehsil Chintamani, huyện Chikkaballapur, bang Karnataka, Ấn Độ.